# Clinton N'Jie
Clinton Mua N'Jie (født 15. august 1993)  er en camerounsk professionel fodboldspiller, som spiller for Süper Lig-klubben Sivasspor og Camerouns landshold. 

## Landsholdsstatistik
| Cameroun | Cameroun | Cameroun |
| År       | Kampe    | Mål      |
| -------- | -------- | -------- |
| 2014     | 11       | 6        |
| Total    | 11       | 6        |